# 松蔭女子短期大学
松蔭女子短期大学（しょういんじょしたんきだいがく、英語: Shoin College）は、神奈川県厚木市森の里若宮9-1に本部を置いていた日本の私立大学である。1985年に設置され、2001年に廃止された。大学の略称は松蔭短大、松短。

## 概要

### 大学全体
- 神奈川県厚木市に所在した日本の私立短期大学で、設置主体は学校法人松蔭学園[1]。
- 1985年に開学[2]。学科体制は2と増減ないが、定員増ありて[最終的には英語科で150 名、経営科で200 名となっていた。
- 1999年度の入学生を最後に[注釈 2]、2001年に短期大学としての使命を終える[5]。

### 教育および研究
- 松蔭女子短期大学には英語科が設置されていた。こちらには、詩や小説など文学を通じて、英米の文化・歴史・社会などについての理解を深めることをねらいとした英米文化コース、国際言語としての英語修得に重点が置かれていた英語コミュニケーションコース、英語検定やTOEIC・TOEFLなど英語関連の各種試験対策に力をいれていた英語コースからなっていた[6]。
- 経営科には、｢会計｣・｢情報｣・｢秘書｣・｢経営｣・｢国際ビジネス｣の各コースが設けられていた[6]。

### 学風および特色
- 松蔭女子短期大学は、1941年創立の松蔭女学校が起源となっており、以来吉田松陰の教育理念に基づく教育が行われてきた[6]。
- 「英語祭」なるイベントが催され、ゲストを招いての講義や他大学との｢ジョイントスピーチコンテスト｣や｢英語劇｣も催されていた[6]。

## 沿革
- 1941年 松蔭女学校が創設される。
- 1985年
  - 2月5日 左記を以て文部省[注 2]より短期大学の設置が認可される[注 3]。
  - 4月1日 松蔭女子短期大学が以下の学科体制にて開学する[9]。
    - 英語科 入学定員100名
    - 経営科 入学定員150名

  - 5月1日 学生数[10]/定員
    - 英語科 159[注釈 3]/100
    - 経営科 275[注釈 3]/150
- 1991年
  - 4月1日 学科の定員増を以下の通り行う[注 4]。
    - 英語科 100→150
    - 経営科 150→200

  - 5月1日 学生数[14]/定員
    - 英語科 288[注釈 3]/250
    - 経営科 458[注釈 3]/350
- 1992年
  - 5月1日 学生数[注 5]/定員
    - 英語科 372[注釈 3]/300
    - 経営科 512[注釈 3]/400
- 1999年
  - 4月1日 この年度をもって学生募集を終了[注釈 2]。
  - 5月1日 学生数[17]/定員
    - 英語科 124[注釈 3]/300
    - 経営科 298[注釈 3]/400
- 2001年
  - 7月30日 左記をもって正式に廃止[5]。

## 基礎データ

### 所在地
- 神奈川県厚木市森の里若宮9-1[注釈 1]

## 教育および研究

### 組織

#### 学科
- 英語科 入学定員150名[注釈 4]
- 経営科 入学定員200名[注釈 4]

#### 専攻科
- なし

#### 別科
- なし

#### 取得資格について
- 教職課程として中学校教諭二種免許状（英語）が英語科にて設置されていた[注 6]。

### 研究
- 『松蔭女子短期大学紀要』[24]

### 学園祭
- 松蔭女子短期大学の学園祭は短大名にちなみ｢松蔭祭｣と呼ばれていた。ソフトドリンクを片手に英語でお話をするという｢パブリック･ミーティング｣も催されていた。

## 著名な出身者
- 坂井泉水（歌手、ZARD）
- 瑠川あつこ（女優）
- 津谷鹿乃子（飛込選手）

## 施設

### 寮
- なし

## 対外関係

### 系列校
- 松蔭中学校・高等学校

## 卒業後の進路について

### 編入学･進学実績について
- 全学科を含めて中央大学ほか様々な大学への編入学実績があった[6]。